# Tempel van Chonsoe
De tempel van Chonsoe bevindt zich op de site van Karnak en is een van de tempels die gewijd zijn aan de Triade van Thebe, namelijk aan de zoon Chonsoe. De tempel is relatief klein t.o.v. de Tempel van Amon (Karnak) die noordoostelijk van hem ligt.

## Geschiedenis van de tempel
De tempel is gebouwd door Ramses III die mogelijk een oudere tempel herbouwde (dit wordt betwijfeld omdat er geen sporen zijn van een oudere tempel). Het gebouw werd afgewerkt door Ramses IV en daarna nog verder versierd door Ramses XI en Herihor. Taharqa en Ptolemaeus III hebben nog enkele bouwwerken opgericht vóór de eerste pyloon.

## Architectuur
De tempel is omgeven door een muur met verschillende ingangen aan de zijkant. De hoofdingang bevindt zich bij de eerste en enige pyloon. Deze geeft toegang tot het hof die geflankeerd is door verschillende pilaren. Na een kleine verhoging bereikt men de hypostyle zaal die uitkomt in een barquekamer en vervolgens tot het allerheiligste.